# Vorhorngraben
El Vorhorngraben és un petit riu de l'estat d'Hamburg a Alemanya.
Neix al barri de Lurup a prop de la cruïlla dels carrers Rugenbarg i Luruper Hauptstraße. Desemboca al Schießplatzgraben al mateix barri a la confluència amb el Lüttkampgraben, tot just darrere del DESY, al parc Altonaer Volkspark. Via el Mühlenau, Kollau, Tarpenbek i l'Alster desguassa a l'Elba.

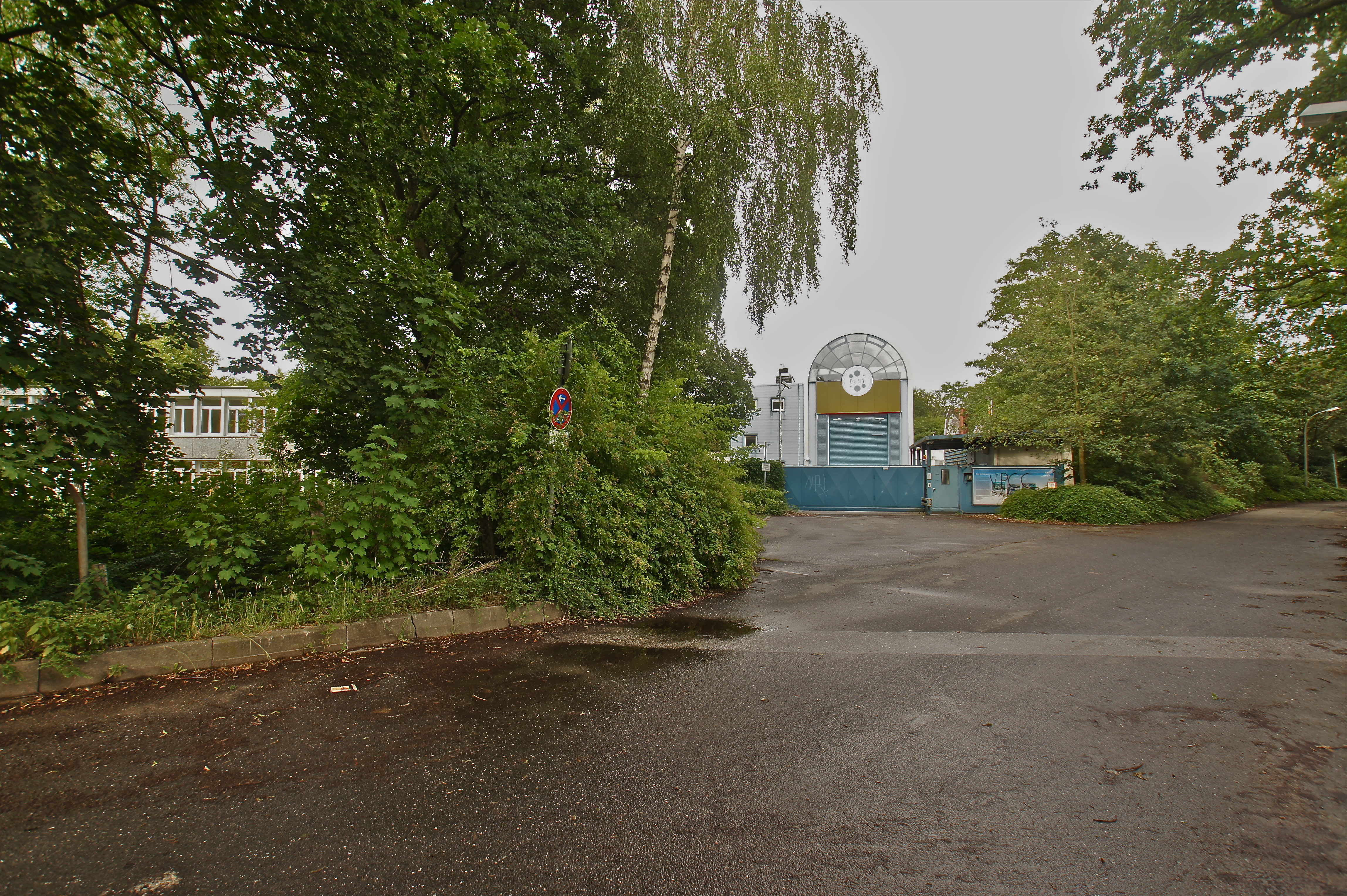
Vorhorngraven a prop de DESY
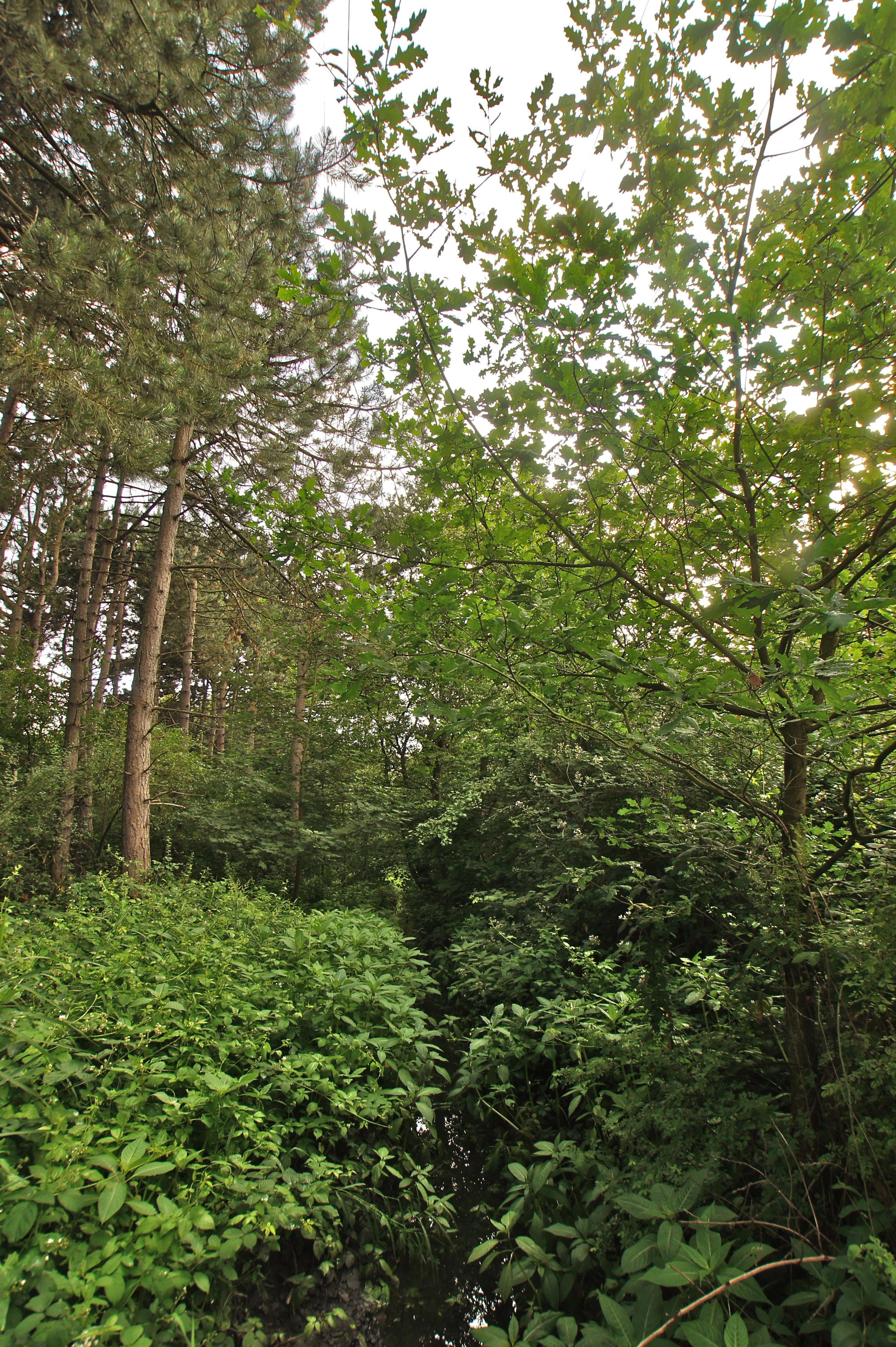
El riu darrere DESY
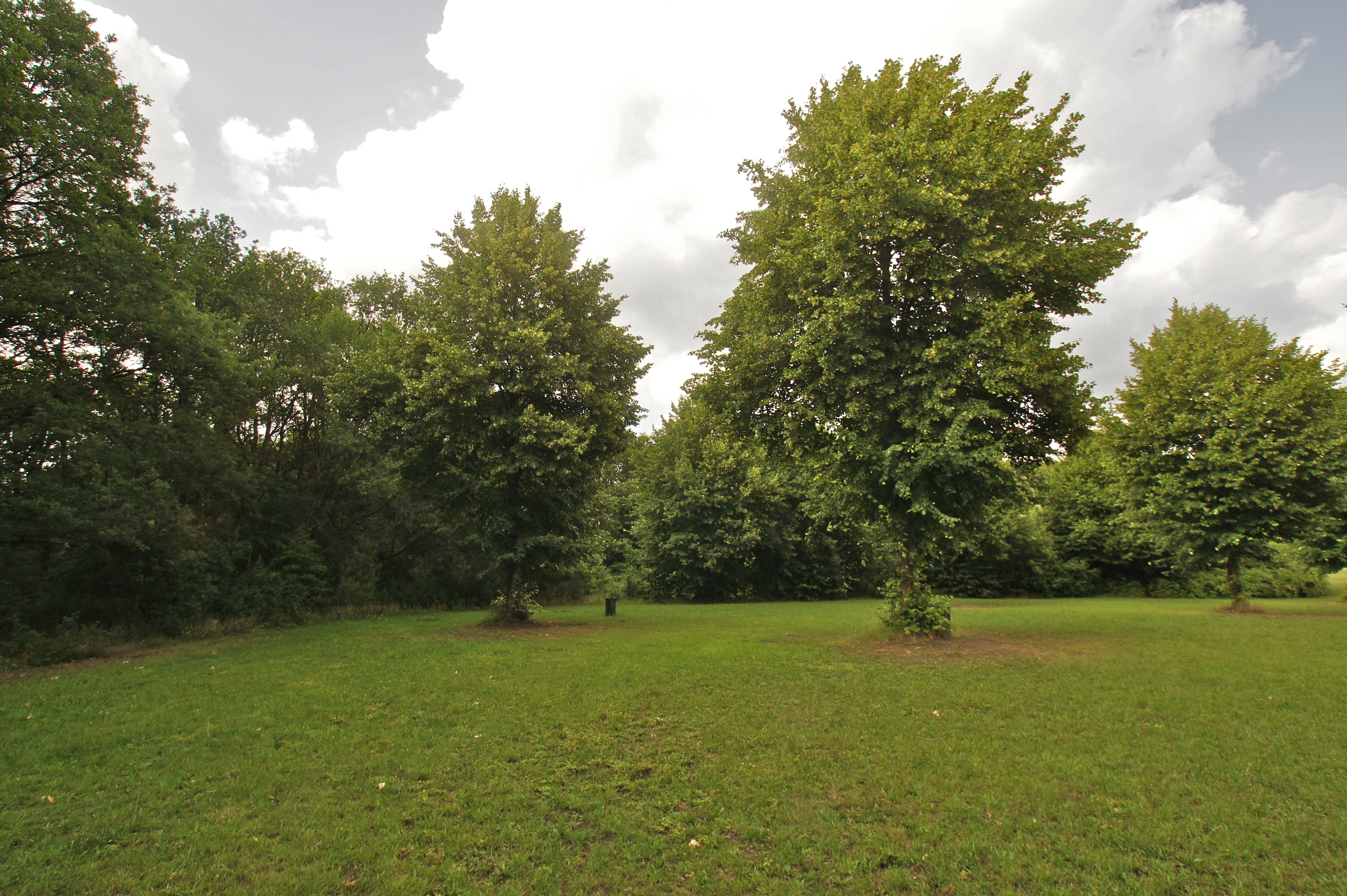
La vall al Altonaer Volkspark a prop de l'aiguabarreig amb el Lüttkampgraben.